# Kurutzné Kovács Márta
Kurutzné Kovács Márta (Kurutz Károlyné) (Budapest, 1940. március 24. –) Széchenyi-díjas magyar építőmérnök, ny. egyetemi tanár, professor emerita, a Magyar Tudományos Akadémia rendes tagja. A szerkezetek nemlineáris vizsgálata és a biomechanika neves kutatója.

## Életpályája
1958-ban érettségizett a balatonfüredi Lóczy Lajos Gimnáziumban. A Budapesti Műszaki Egyetem Építőmérnöki Karán 1964-ben szerzett mérnöki diplomát. 
Diplomájának megszerzése után az egyetem mechanika tanszékén kapott gyakornoki állást, majd 1965-ben véglegesítették és tanársegédi címet kapott. 1973-tól adjunktusként, 1987-től egyetemi docensként oktatott. 1991-ben a tanszék helyettes vezetője lett. 1994-ben habilitált és még ugyanebben az évben átvette egyetemi tanári kinevezését. Két évvel később megbízták a tartószerkezetek mechanikája tanszék vezetésével is, amelyet tisztségét 2004-ig töltötte be (2000-ben erősítették meg tisztségében). 1999 és 2002 között Széchenyi professzori ösztöndíjjal kutatott.
1972-ben védte meg egyetemi (műszaki) doktori disszertációját.1985-ben a műszaki tudományok kandidátusa, 1994-ben a doktora (MTA doktora) lett. Az MTA Elméleti és Alkalmazott Mechanikai, később a Szilárd Testek Mechanikája Bizottságának lett tagja, később elnöke. Emellett 1988 és 2004 között az Akadémia mérnöki, építészeti és közlekedéstudományi szakcsoportjának titkára volt. 2001 és 2004 között akadémiai közgyűlési képviselő volt, majd 2004-ben megválasztották a Magyar Tudományos Akadémia levelező, 2010-ben pedig rendes tagjává. A Magyar Tudományos Akadémia Felügyelő Testületének, Doktori Tanácsának, a Doktori Tanács Ügyrendi Bizottságának, Szociális Bizottságának, az Akadémia és Könyvtára 200 éves Évfordulójának Megünneplését Előkészítő Elnökségi Bizottság és a Nők a Kutatói Életpályán Elnöki Bizottság tagja lett. 2009-ben a Doktori Tanács tagjaként ő készítette az MTA ma is érvényes Doktori Szabályzatát. Tagja volt a Magyar Tudományos Művek Tára Felügyelő Bizottságának. Az OTKA Élettelen Természettudományi Kollégium tagja, az  Építő-Építész-Közlekedési Szakzsűri elnöke, a Publikációs Bizottság tagja volt. A Magyar Akkreditációs Bizottság Műszaki Intézményi Szakbizottságának, az Építő-, Építész- és Közlekedési Bizottságának tagja volt. Az Oktatási Minisztérium Misztótfalusi Kis Miklós Kuratóriumának, Felsőoktatási Stratégiai Bizottságának, Felsőoktatási Integrációs Bizottságának és Felsőoktatási Humánpolitikai Munkabizottságának, a Nemzeti Távoktatási Tanácsnak tagja volt. A Magyar Mérnöki Kamara Tartószerkezeti Tagozatának tagja. A BME Biomechanikai Kutatóközpont Tudományos Tanácsának tagja. A Magyar Biomechanikai Társaság alapító elnökségi tagja.
A Journal of Computational and Applied Mechanics, a Biomechanica Hungarica és az International Review of Mechanical Engineering című szakfolyóiratok szerkesztőbizottságának tagja. Az Európai és a Nemzetközi Biomechanikai Társaság tagja, a Mechanikai Tudományok Nemzetközi Központja Tanácsa, az Európai Mechanikai Társaság tagja. A Central European Association of Computational Mechanics, az International Association of Science and Technology for Development tagja, az International Society of the Study of the Lumbar Spine fellow-ja.

## Munkássága
A BME oktatójaként az Építőmérnöki Karon oktatta a nappali tagozaton a Statika, Szilárdságtan, Rugalmasságtan, Tartók statikája, Tartók elmélete, Rúdszerkezetek, Végeselem-módszer, Számítástechnika; a doktoranduszképzésben a Szerkezetek nemlineáris vizsgálata, Variációs elvek; az angol nyelvű tagozat BSc kurzusain a Strength of Materials, Elasticity, az MSc kurzusán az Elasticity, a PhD kurzusán a Variational Principles, Nonlinear Analysis of Structures; a Mérnök-Matematikus Szakmérnöki Tagozaton a Rúdszerkezetek mátrixanalízise, Variációs elvek, Végeselem-módszer, Alkalmazott modellalkotás; a BME Mérnöki Továbbképző Intézetében a Rúdszerkezetek mátrixanalízise, Ortotrop lemezek számítása, Vékonyfalú szerkezetek számítása, Végeselem-módszer, Rugalmas-képlékeny állapotváltozás-vizsgálat tantárgyakat. 
Tanszékvezetőként számos tantárgy korszerűsítésében vett részt és irányította ezeket.
Tudományos munkásságát a mechanika és a biomechanika területén végzi.  
A mechanika területén az alábbi kutatásokat végezte: Tartószerkezetek statikai, stabilitási és dinamikai vizsgálatára alkalmas algoritmusok és programok kidolgozása, fejlesztése. A mátrixaritmetika és a végeselem-módszer hazai alkalmazása  tartószerkezeti számításokra. Süllyedő alátámasztású magasépítmények számítása, keretek képlékeny teherbírás-számítása, a talaj és szerkezet kölcsönhatásának számítása, gerendarácsok viselkedése ágyazatokon, vékonyfalú szerkezetek számítása, előregyártott szerkezetek statikai problémáinak megoldása. Nagypaneles építmények vizsgálata rendkívüli terhekre, kapcsolati csomópontjai egységes szilárdsági kezelése. Fizikailag nemlineáris, rugalmas-képlékeny rúdszerkezetek teherbírásának meghatározása, stabilitásvizsgálata. Szerkezetek nemsima analízise. Egyenlőtlenségi feltételekkel módosított variációs elvek, variációs/hemivariációs egyenlőtlenségek. Egyoldalú, szubdifferenciális kapcsolatú szerkezetek állapotváltozás-vizsgálata. Nemsima és nemkonvex potenciálfüggvényű szerkezetek stabilitás-vizsgálata. Panelcsomópontok szilárdságtana, numerikus modellje. Deformáció-függő terhelési folyamatok. Tökéletlenség-érzékenységi vizsgálatok. Komplex szerkezeti nemlinearitás.  Anyagi instabilitás, károsodás. 
A biomechanika területén az alábbi kutatásokat végezte: Az emberi gerinc biomechanikája, a lumbális gerinc in vivo kísérleti vizsgálata, a súlyfürdő nyújtási terápiájában keletkező deformációk, rugalmas és viszkoelasztikus anyagállandók meghatározása, biomechanikai paraméteranalízise, a lumbális gerinc numerikus modelljének megalkotása, konzervatív nyújtási terápiák számítógépes szimulációja, a lumbális gerincegységet alkotó szervek anyagállandóinak paraméter-identifikációja. A nemsima mechanika analitikus és numerikus eszközeinek alkalmazása a csont-protézis kapcsolat elemzésére és a gerinc biomechanikai modellje finomítására. A károsodásmechanika analitikus és numerikus alkalmazása a csont-protézis kilazulása károsodási folyamatának elemzésére. Osteoporotikus gerinc-csigolyák csontszilárdság-meghatározása mechanikai és képalkotó módszerekkel. A lumbális gerinc degenerációs folyamatainak numerikus mechanikai vizsgálata. Gerinc-szegmentumokban műtéti és konzervatív kezelés hatására lejátszódó mechanikai változások kísérleti és numerikus vizsgálata. A cementfeltöltéssel szomszédos szegmentumban jelentkező károsodások vizsgálata mozgásanalízissel és végeselem-módszerrel.  Csontcement és PEEK távtartóval stabilizált szegmentum összehasonlító mechanikai vizsgálata in vitro kísérletekkel és végeselem-módszerrel. Csontritkulásban megroppant, vertebroplastica és kyphoplastica eljárással megerősített csigolyák összehasonlító mechanikai vizsgálata a preventív cementezés szempontjából. A súlyfürdő-kezelés és a csontritkulás kölcsönhatásának vizsgálata végeselem-módszerrel.
Több mint kétszázhatvan tudományos publikáció szerzője vagy társszerzője. Publikációit magyar és angol nyelven adja ki.

## Családja
1964-ben házasodott, férje Kurutz Károly, a műszaki tudományok kandidátusa, a BME tanszékvezető egyetemi tanára, professor emeritusa volt, 2019-ben hunyt el. Házasságukból három fiúgyermekük született. 

## Díjai, elismerései
- Ipolyi Arnold tudományfejlesztési díj (2003, OTKA)
- Szent-Györgyi Albert-díj (2005)
- József Nádor Emlékérem, BME (2010)
- Simonyi Károly műszaki díj (2011)
- Budapest Főváros díszpolgára (2013)
- Széchenyi-díj (2019)

## Főbb tudományos publikációi
- Tetszőleges peremű ortotrop lemezek számítása differencia módszerrel. Egyetemi doktori értekezés (1972)
- Süllyedő alátámasztású magasépítmények gépesített számításának módszerei (1974)
- Analysis of plastic load capacity of plane frameworks by kinematic loading (1974)
- Feltételes kapcsolatokat tartalmazó szerkezetek gépi számítása kinematikai terhekkel (1975)
- Computer calculation of frameworks composed of thinwalled open sections (1977)
- State change analysis of structures with generalized conditional joints (1981)
- Feltételes kapcsolatú, szubdifferenciális anyagtörvényű szerkezetek állapotváltozás-vizsgálata. Kandidátusi értekezés (1985)
- A végeselem-módszer egyszerű elemei és elemcsaládjai (társszerző, Műszaki Könyvkiadó, 1985)
- Analysis of generalized conditional joints as subdifferential constitutive models (1987)
- Mechanika: Szilárdságtan (Tankönyvkiadó, társszerző, 1990, 2000)
- On the nonsmooth stability analysis (1991)
- Load Bearing Capacity and Deformability of Large Panel Joints (társszerző, 1991)
- Nemsima nemkonvex energiafüggvényű szerkezetek stabilitásvizsgálata (MTA doktori értekezés, 1993)
- A súlyfürdő alkalmazása és annak biomechanikája (1993)
- Equilibrium paths of polygonally elastic structures (1994)
- Modification of the structural tangent stiffness due to nonlinear configuration-dependent conservative loading (1996)
- Postbifurcation equilibrium paths due to nonlinear configuration-dependent conservative loading by using nonsmooth analysis (1997)
- A survey of structural tangent stiffness in fully nonlinear and nonconvex cases including material softening (1999)
- Imperfection-sensitivity of the classical bifurcation models loaded by configuration-dependent devices (2000)
- Structural Analysis in cross-fire of nonlinearities (2001)
- Effect of Nonlinearity in Nonsmooth and Nonconvex Structural Behaviour (2001)
- The Effect of Aging in Time-dependent Tensile Deformability of Human Lumbar Spine Segments in Vivo (2002)
- A lumbális gerinc nyúlásának meghatározása súlyfürdőben biomechanikai kísérletek alapján (2002)
- In vivo deformability of human lumbar spine segments in pure centric tension, measured during traction bath therapy (2003)
- AA (2005)
- In vivo age- and sex-related creep of human lumbar motion segments and discs in pure centric tension (2006)
- Experimental and numerical biomechanical analysis of human lumbar spine (2006)
- Age-sensitivity of time-related in vivo deformability of human lumbar motion segments and discs in pure centric tension (2006)
- Age- and sex-related regional compressive strength characteristics of human lumbar vertebrae in osteoporosis (2008)
- Buckling simulation of a plate, embedded in a unilaterally supported environment (2009)
- Finite element modeling of the human lumbar spine (2010)
- Weightbath hydrotraction treatment: application, biomechanics, and clinical effects (2010)
- Finite element analysis of weightbath hydrotraction treatment of degenerated lumbar spine segments in elastic phase (2010)
- Finite element parameter-analysis of age-related degenerations of components of lumbar spine segments in compression (2013)
- Biomechanical evaluation of two different vertebral interbody devices by using QCT-based case-specific nonlinear finite element models (2013)
- Finite element analysis of long-time aging and sudden accidental degeneration of lumbar spine segments in compression (2013)
- Biomechanical evaluation of vertebroplasty and kyphoplasty by uniaxial compressive test (2013)
- Az emberi gerinc biomechanikai modellezése, mérnöki kalandozások a derékfájás körül. Székfoglaló előadások a Magyar Tudományos Akadémián (2014)
- Biomechanical Evaluation of Interbody Devices by using Mechanical Compressive Test: PEEK Spacers versus PMMA Cement Spacers (2015)
- Biomechanical Evaluation of the Use of PEEK versus PMMA Intervertebral Spacers in Lumbar Stabilization: the Influence of Bone Mineral Density and Vertebral Geometry (2016)
- Prophylactic vertebroplasty versus kyphoplasty in osteoporosis – A comprehensive biomechanical matched-pair study by in vitro compressive testing (2019)

## Főbb közéleti és ismeretterjesztő publikációi
- Szent István-terv, gondolatok a nemzet felemelkedéséről (társszerzőként), p. 155. Kiadó: Professzorok Batthyány Köre és a Magyar Szemle Alapítvány (szerkesztette: Lovas Rezső, Náray-Szabó Gábor, Pálinkás József), 2005.
- Kurutzné Kovács Márta: Professzorok Batthyány Köre – 25 év a polgári Magyarországért, p. 160. Kiadó: Professzorok Batthyány Köre.
- Kurutzné Kovács Márta: Szemelvények a családi levéltárból I. Sárbogárdi Mészöly Gyula Balatonfüreden, Füredi História, helytörténeti folyóirat, XXIII. évf. 1. sz. 3–27. o. OOKPress, Veszprém, 2023.
- Kurutzné Kovács Márta: Szemelvények a családi levéltárból II. Járdánházi Kovács Béla Balatonfüred fürdőtelepi gyógyszerésze, Füredi História, helytörténeti folyóirat, XXIII. évf. 2. sz. 3–26. o. OOKPress, Veszprém, 2023.